# اللقطه
اللقطه (عربی: اللقطة) یک منطقهٔ مسکونی در قطر است که در شهرداری الریان واقع شده‌است.